# 李腊翁
李腊翁（1928年12月5日—2017年3月18日），德昂族，云南省芒市人，中华人民共和国民间艺人，《达古达楞格莱标》国家级非物质文化遗产代表性传承人。

## 生平
1928年12月5日，生于芒市三台山乡出冬瓜村的农村家庭，20世纪40年代随父母迁居邦外村，自幼酷爱德昂族民间文学和诗歌，尤其对德昂族民歌情有独钟。到1948年，李腊翁已经是驰名德昂族地区的名歌手。李腊翁形成了自己的演唱风格，打破了德昂族传统唱诵习惯和表演形式。1979年出席“全国少数民族民间歌手、民间诗人座谈会”受到党和国家领导人的接见。2002年被云南省文化厅和云南省民委命名为“云南省民族民间高级音乐师”。创作有《寨柯》、《你变菜我变锅》、《看到一朵美丽的山花》、《我在半路等着你》等民间文学作品。2008年6月，德昂族创世神话诗史《达古达楞格莱标》列入第二批国家级非物质文化遗产名录；次年，李腊翁作为该史诗的出色演唱者，进入第三批国家级非物质文化遗产项目代表性传承人之列。
李腊翁逝世后，其徒李腊拽接替他成为《达古达楞格莱标》的国家级非遗传承人。